# Afrotruljalia ethiopica
Afrotruljalia ethiopica är en insektsart som först beskrevs av Andrej Vasiljevitj Gorochov 1990.  Afrotruljalia ethiopica ingår i släktet Afrotruljalia och familjen syrsor. Inga underarter finns listade i Catalogue of Life.